# Lythrum rotundifolium
Lythrum rotundifolium är en fackelblomsväxtart som beskrevs av Ferdinand von Hochstetter och Achille Richard. Lythrum rotundifolium ingår i släktet fackelblomstersläktet, och familjen fackelblomsväxter. Inga underarter finns listade i Catalogue of Life.